# Muhles Park
Muhles Park mit dem Landgut Muhle liegt in Bremen im Stadtteil Oberneuland, direkt neben dem Park und Landgut Höpkens Ruh an der Oberneulander Landstraße 65 bis 69, auf der anderen Seite der Straße Auf der Alten Weide. Gegenüber liegt der ausgedehnte Ichons Park mit der Villa Ichon, die – ergänzt mit neueren Bauten – ein Seniorenheim beheimatet.

## Geschichte
Die Grünanlage entstand in der ersten Hälfte des 19. Jahrhunderts ab 1815/25 aus dem Meierhof der Familie Böving. Die Familie Muhle übernahm den Hof 1922 und verkaufte die Villa Muhle und die Grünanlage Mitte der 1970er Jahre an die Stadt Bremen. Der Landschaftsgarten ist sehr weiträumig und besticht durch seine langen Wege. Wanderer gelangen so durch die Oberneulander Wiesen, die Wümmeniederung bis zum Hexenberg in Borgfeld und weiter nach Fischerhude.
Der Aussichtspavillon stammt von um 1790, die Gartenvase und der Sockel von um 1830, eine weitere Vase von um 1926 und der Pavillon ist von um 1925. 

## Gebäude
Das Landhaus Böving wurde um 1815 im klassizistischen Stil gebaut. 1922 erfolgte ein grundlegender Umbau nach Plänen von Walter Görig.
Das Hofmeierhaus entstand um 1910 im Reformstil der Jahrhundertwende.

## Denkmalschutz
1984 wurde Muhles Park als Gesamtanlage unter Bremer Denkmalschutz gestellt. Landhaus Böving und das zugehörige Hofmeierhaus sind Bestandteile der Gesamtanlage.
Zusammen mit dem Nachbargrundstück Höpkensruh bildet Muhles Park eine Denkmalgruppe.

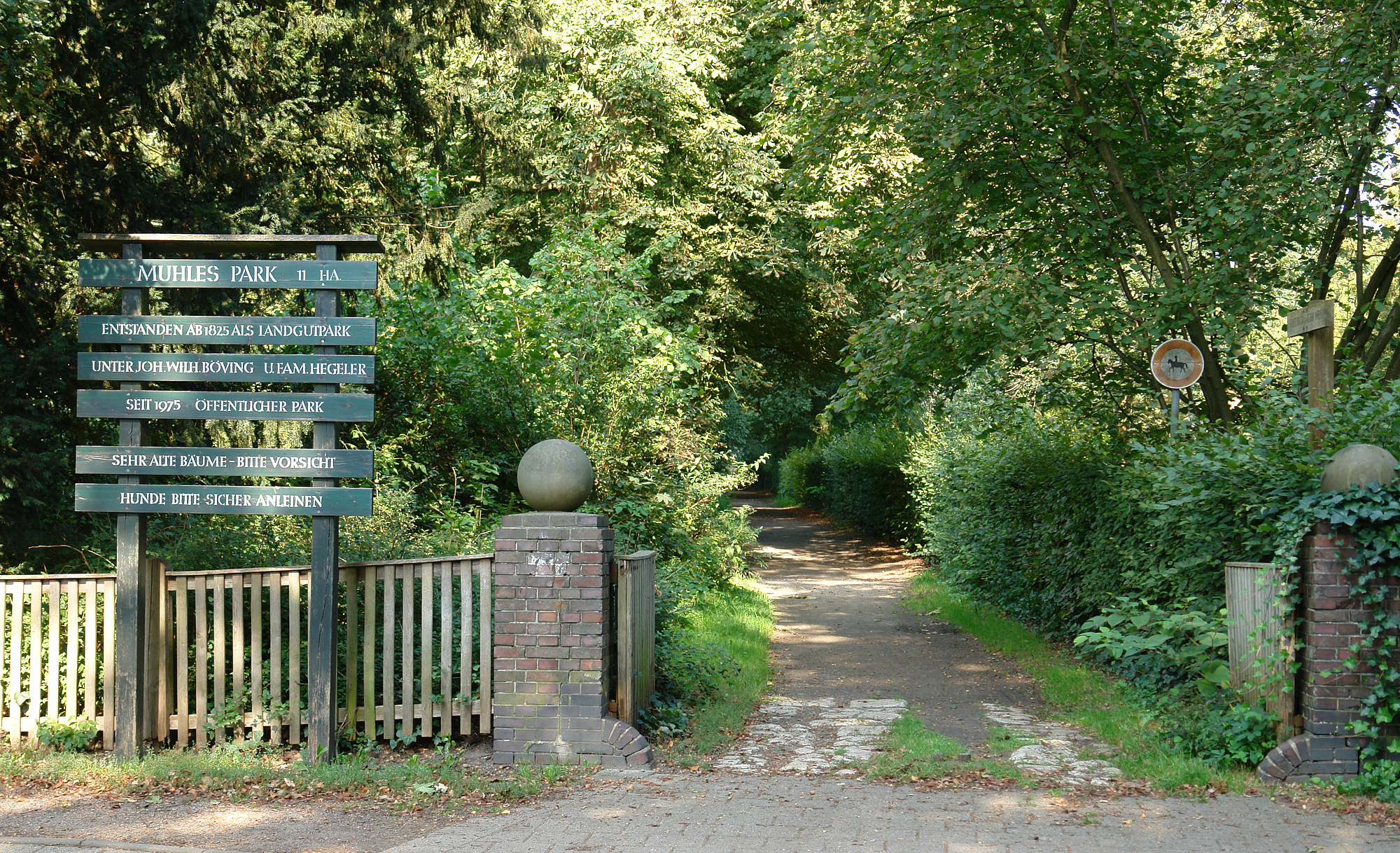
Eingang
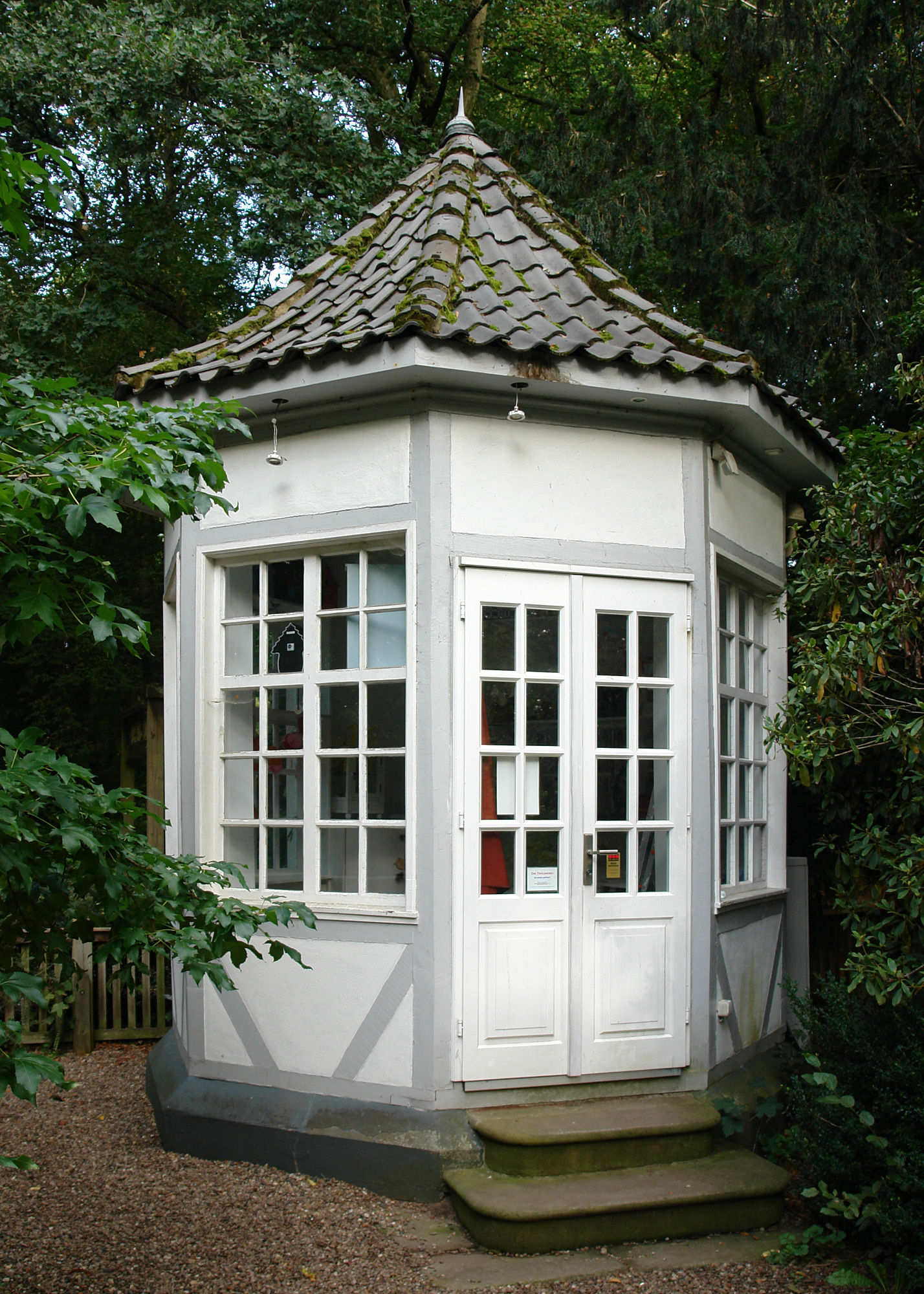
Pavillon
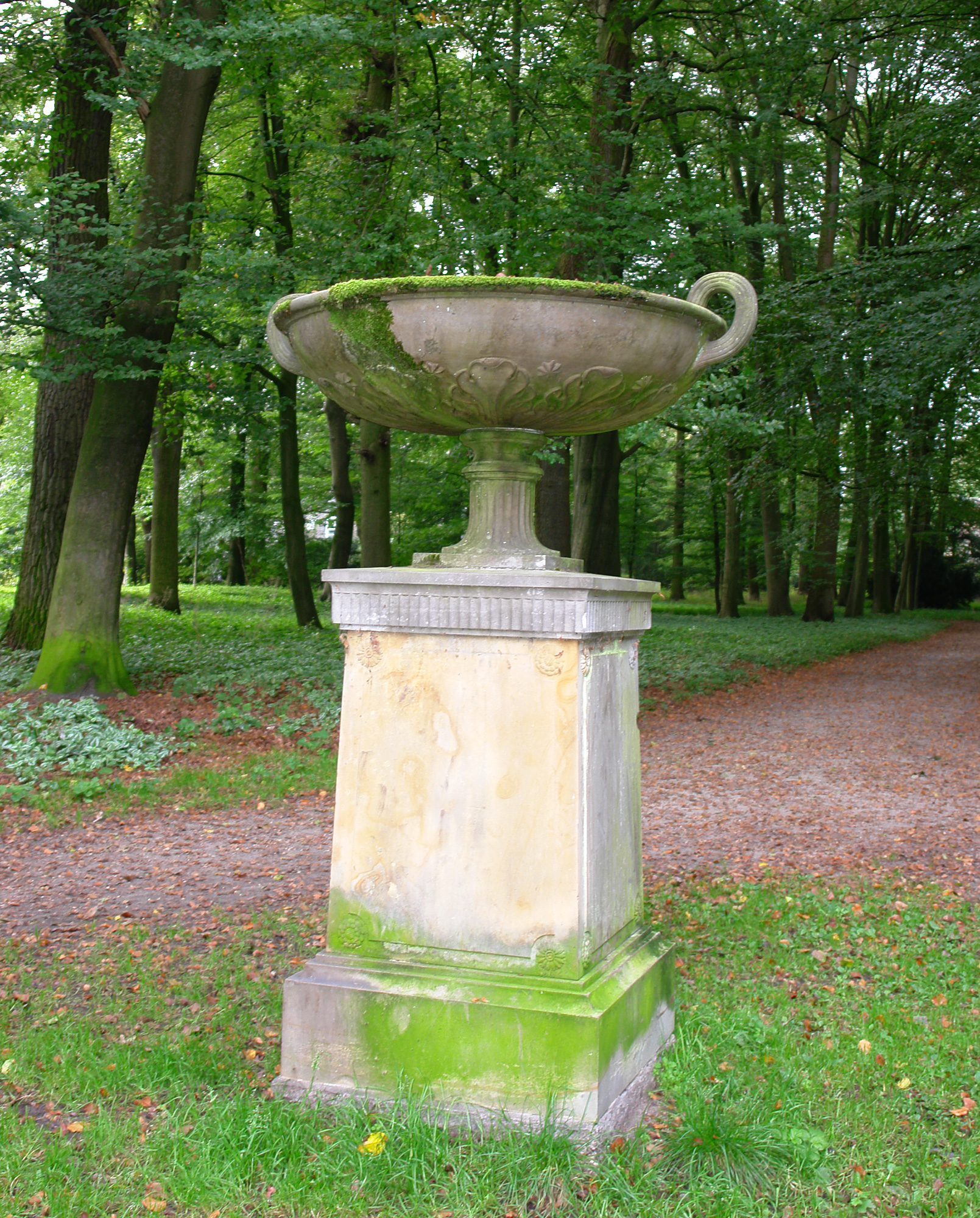
Gartenvase
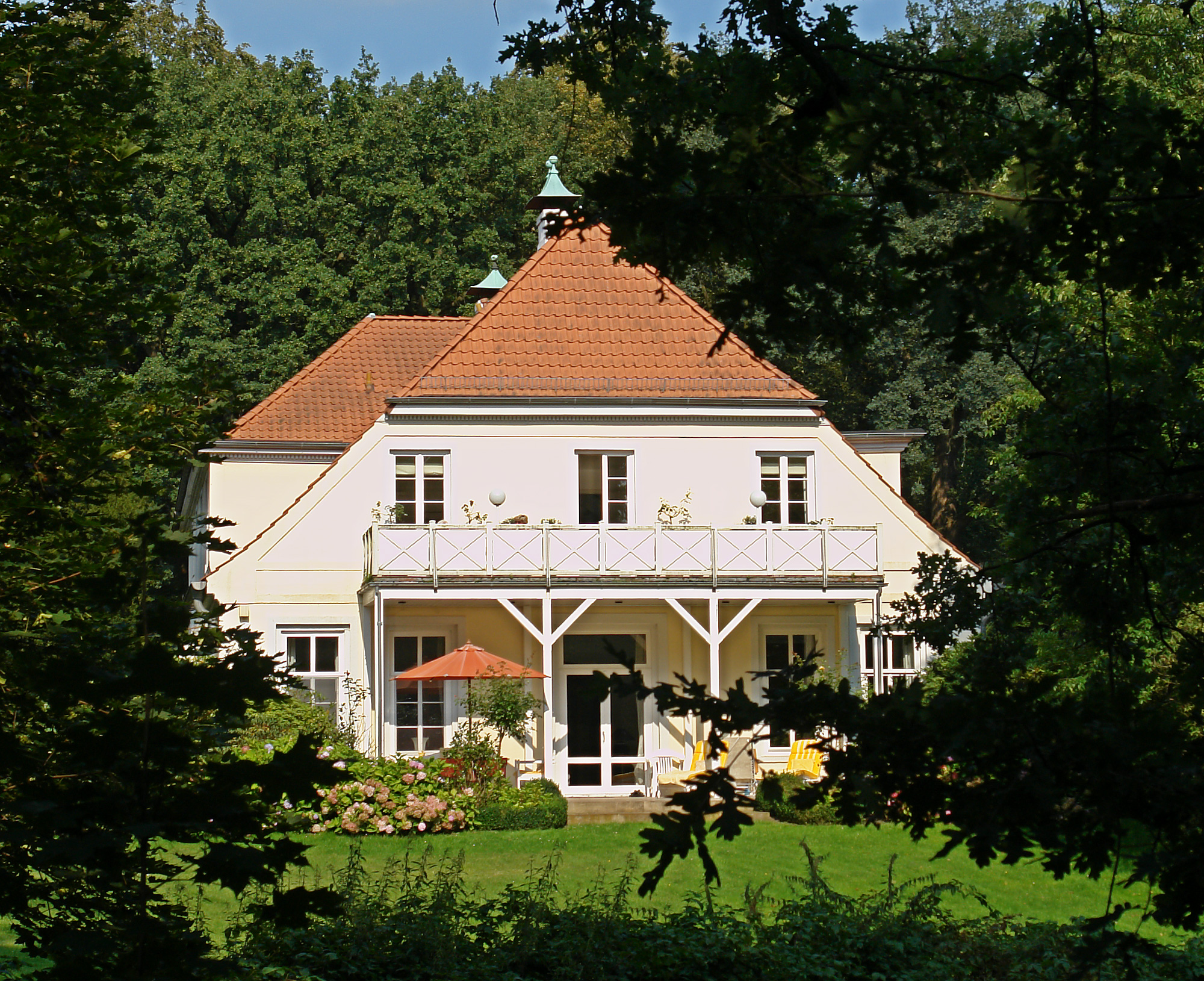
Landhaus Böving
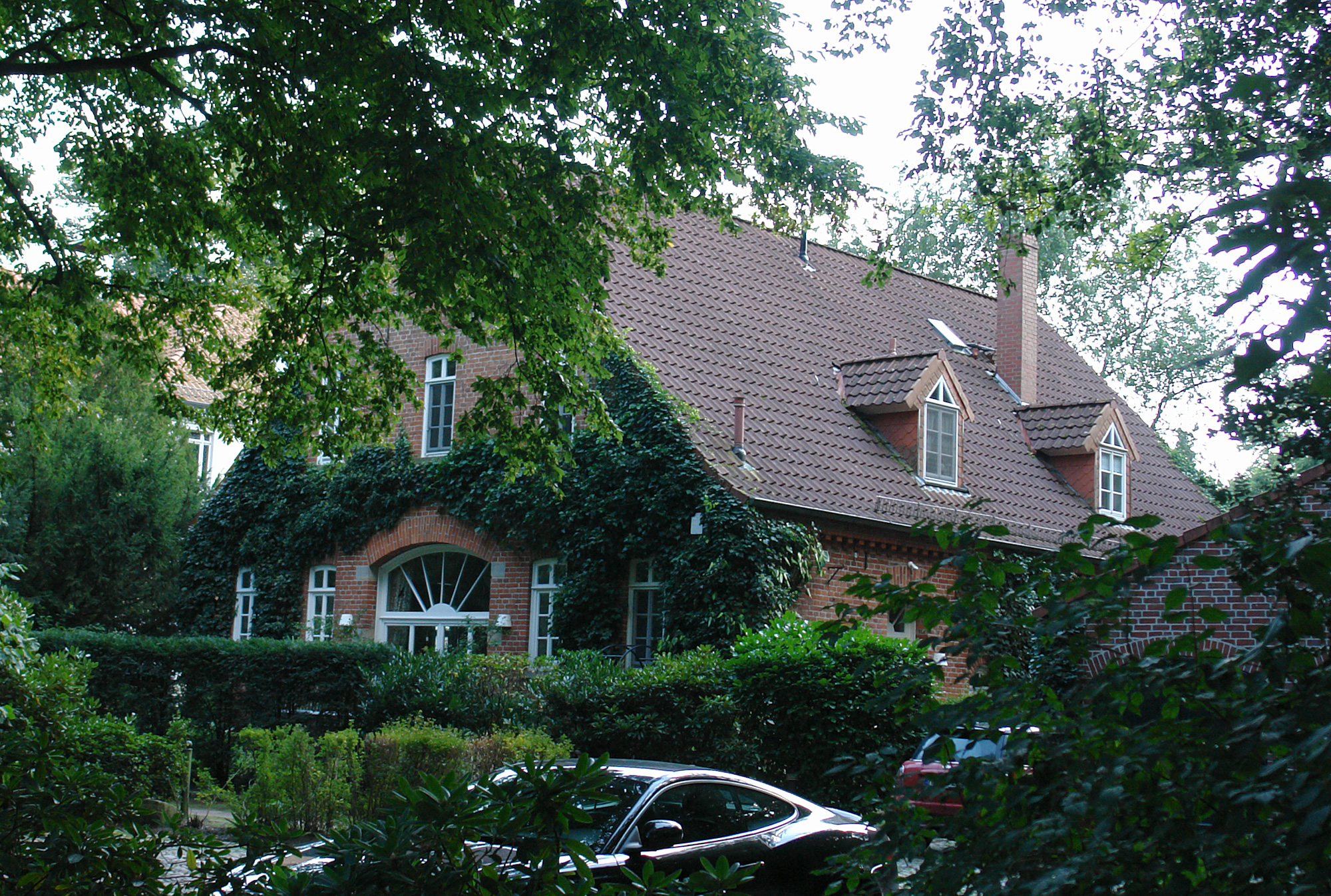
Hofmeierhaus